# Зелени барбус
Зелени или кинески барбус (лат. Puntius semifasciolatus) је врста рибе из породице Cyprinidae. Синоними имена врсте су Capoeta semifasciolatus и Barbus semifasciolatus. Први пут је описана 1868. године, а у Европу је донета 1909. где се продавала као акваријумска риба, пре свега у Берлину у Немачкој.

## Опис рибе
Облик тела је издужен, донекле бочно спљоштен и испупчен на леђима. Женке су веће и у природи дотижу дужину од једног дециметара, али док се гаје максимално порасту до 7 цм. Мужјаци расту до 5 цм. Обично се обојене жуто или сребрно, ређе браон, али све имају зелени одсјај по телу. Такође, присутне су и шаре на боковима тела у виду седам црних или тамнобраон линија, које су некада недовршене и више изгледају као низ тачака. Код одраслих женки се ова ишараност најчешће губи. Такође, испред репног пераја је уочљива тамна или чак црна тачка. Пераја су иначе црвена или наранџаста, са тим да грудна некада не морају да имају боју. Горњи део тела им је зеленкаст са металним одсјајем и то указује на присуство гуанина у крљуштима, док им је стомак светлији. Тек код мужјака који су спремни за мрест, стомак добија интензивну наранџасту или црвену боју, као што му се интензивирају и остале боје по телу. Иначе су за нијансу слабије обојени од женки. Немају зубе. Изнад горње усне имају пар бркова, који су мали и неупадљиви. Очи су им крупне, округле и око њих је уочљив златни одсјај. Ова риба је сваштојед и није пробирљива.

## Ареал
Ова врста потиче из југозападних делова Кине и Хаинана. Може се наћи у Вијетнаму, Тајвану, као и у реци Меконг у Индокини. интродукација|Интродукована је у реке јужног дела Малајског полуострва, али и Сингапура и Хаваја.

## Гајење
С обзиром да је ово јатна риба, препорука аквариста је да се не гаји у пару или појединачно, јер је тада плашљива и крије се. Може да се гаји са својом или сродним врстама сличне величине и врло брзо успоставља хијерархијске односе. Иако нису агресивне рибе, у јату могу представљати проблем мирнијим врстама. Ипак, заједница коју успостављају није стабилна. С обзиром да се препоручује држање што већег броја ових риба, а минимум шест, потребно је имати и одговарајућу величину акваријума, дужине од најмање 60 цм и капацитетом од 60 литара. Висина акваријума није пресудна, али је битно да има довољно простора за пливање. У природи су се показале као веома толерантне на температурне промене и подносе и до 15 °C, али је оптимална температура за њихово гајење између 18 и 24 °C. Прија им када се вода мења по мало, рецимо 10% на недељу дана. За квалитет воде је важно да има довољно кисеоника и да не садржи хлор, тако да може да се користи и чесменска вода. Томе у прилог говори и да би тврдоћа воде требало да буде од 5 до 20 dH, а киселост 6-8 pH. Највише им одговара када је светлосни режим такав да подједнако у току дана имају светлости, колико и да је немају (дакле, по 12 сати). При јакој светлости траже сеновита места, а и боје су им блеђе. Уколико су услови повољни, ове рибе достижу старост од седам до осам година. Нису захтевне што се хране тиче, али је препорука да се хране више пута у току дана са мањим количинама. Уколико се претерује, могу се нагојити и тада постају стерилне или чак угину. Када дође доба да се мресте, препорука је одвојити зрелу женку и два мужјака у посебан акваријум од 30 литара. Оптимални услови су температура од 24 до 25 °C, тврдоћа воде од 10 dH и благе киселости. У акваријуму би требало да буде плутајућих или високих биљака, а дно да има заштитну мрежицу. Спретнији мужјак ће оплодити женку. Икра је жуте боје, слепљена у групе од по 20-30 комада по биљкама или на дну. Родитеље потом треба одвојити како не би појели икру. Неки акваристи сугеришу да се води дода метилен плавог како плесан не би напала икру. Млади се излежу након једног дана и у року од пар сати могу да се хране. Препоручује се артемија и тзв. микро-храна. Временом је још потребно често мењати воду, по 15-20% дневно и одвајати крупније примерке јер прождиру оне који се слабије развијају.

## Варијетет
Постоји златни варијетет који се често именује погрешно као Barbus schuberti и Barbus semifasciolatus schuberti или због незнања или као покушај да се прода „нови производ“. Овај варијетет је убедљиво најпопуларнији. Не постоји у природи, а највероватније је настао селекцијом у европским акваријумима. Постоје и непотврђене приче да је ово заправо хибрид настао укрштањем са Barbus sachsi. Осим што је ову причу јако тешко доказати, постоји и недоумица да ли је наведена врста заиста засебна врста или је и то варијетет зеленог барбуса.